# Luigi Cesana
Luigi Cesana (Milano, 1851 – Roma, 1932) è stato un giornalista e editore italiano.

## Biografia
Figlio di Giuseppe Augusto Cesana e giornalista de Il Fanfulla, nel 1878 fondò con altri Il Messaggero, di cui fu gerente responsabile dal 1880 al 1909. Fu il nonno dell'attore e compositore Renzo Cesana e del compositore Otto Cesana.